# Novi Kneževac
Novi Kneževac (izvirno srbsko Нови Кнежевац; madžarsko Törökkanizsa; nemško Neu-Kanischa)) je naselje v Srbiji, ki upravno spada pod Občino Novi Kneževac; slednja pa je del Severnobanatskega upravnega okraja.

## Demografija
V naselju živi 6083 polnoletnih prebivalcev, pri čemer je njihova povprečna starost 39,8 let (38,1 pri moških in 41,3 pri ženskah). Naselje ima 2780 gospodinjstev, pri čemer je povprečno število članov na gospodinjstvo 2,71.
Prebivalstvo je večinoma nehomogeno, a v času zadnjih treh popisov je opazno zmanjšanje števila prebivalcev.
|  |

| Demografija | Demografija     | Demografija     |
| Leto        | Št. prebivalcev | Št. prebivalcev |
| ----------- | --------------- | --------------- |
|             |                 |                 |
|             |                 |                 |
|             |                 |                 |
|             |                 |                 |
| 1948        | 7246            |                 |
| 1953        | 7784            |                 |
| 1961        | 8235            |                 |
| 1971        | 8134            |                 |
| 1981        | 8166            |                 |
| 1991        | 8062            | 7892            |
| 2002        | 7827            | 7581            |
|             |                 |                 |

| Etnična sestava po popisu iz leta 2002 | Etnična sestava po popisu iz leta 2002 | Etnična sestava po popisu iz leta 2002 | Etnična sestava po popisu iz leta 2002 | Etnična sestava po popisu iz leta 2002 |
| -------------------------------------- | -------------------------------------- | -------------------------------------- | -------------------------------------- | -------------------------------------- |
| Srbi                                   | Srbi                                   |                                        | 4.369                                  | 57,63%                                 |
| Madžari                                | Madžari                                |                                        | 2.657                                  | 35,04%                                 |
| Jugoslovani                            | Jugoslovani                            |                                        | 131                                    | 1,72%                                  |
| Romi                                   | Romi                                   |                                        | 107                                    | 1,41%                                  |
| Hrvati                                 | Hrvati                                 |                                        | 37                                     | 0,48%                                  |
| Črnogorci                              | Črnogorci                              |                                        | 20                                     | 0,26%                                  |
| Makedonci                              | Makedonci                              |                                        | 19                                     | 0,25%                                  |
| Slovenci                               | Slovenci                               |                                        | 7                                      | 0,09%                                  |
| Nemci                                  | Nemci                                  |                                        | 6                                      | 0,07%                                  |
| Romuni                                 | Romuni                                 |                                        | 5                                      | 0,06%                                  |
| Bunjevci                               | Bunjevci                               |                                        | 5                                      | 0,06%                                  |
| Albanci                                | Albanci                                |                                        | 5                                      | 0,06%                                  |
| Slovaki                                | Slovaki                                |                                        | 4                                      | 0,05%                                  |
| Muslimani                              | Muslimani                              |                                        | 3                                      | 0,03%                                  |
| Ukrajinci                              | Ukrajinci                              |                                        | 2                                      | 0,02%                                  |
| Rusi                                   | Rusi                                   |                                        | 1                                      | 0,01%                                  |
| Bolgari                                | Bolgari                                |                                        | 1                                      | 0,01%                                  |
| Neznano                                | Neznano                                |                                        | 30                                     | 0,39%                                  |